# Velký Patom
Velký Patom (rusky Большой Патом) je řeka v Irkutské oblasti v Rusku. Je dlouhá 460 km. Plocha povodí měří 26 900 km².

## Průběh toku
Protéká v hluboké soutěsce přes Patomskou vysočinu a překonává mnohé peřeje. Ústí zprava do Leny.

## Vodní režim
Zdrojem vody jsou především sněhové a dešťové srážky. Zamrzá v říjnu a rozmrzá v květnu.

## Využití
Na dolním toku je splavná pro vodáky.